# Jair Yglesias
Jair Yglesias Cárdenas (Callao, 10 de febrero de 1981) es un exfutbolista peruano. Juega de defensa central o lateral izquierdo y su último equipo fue San Marcos de Huari. Tiene 44 años.

## Trayectoria
Debutó en el fútbol profesional a los 18 años vistiendo la camiseta del Sport Boys del Callao, llegando a clasificar con el cuadro rosado a la Copa LIbertadores 2001,luego de quedar eliminados de la Copa Libertadores,es prestado al Sport Coopsol Trujillo el cual acababa de descender la temporada pasada,y perdiendo la categoría,luego del préstamo y acabar su contrato con el club rosado tuvo unos cortos pasos por diferentes clubes peruanos resaltando Cienciano, Alianza Lima,en el 2012 desciende con el Sport Boys jugando pocos partidos ese año,tras su corto paso por UTC en el 2013 llega a Unión Comercio en el 2014 aunque en agosto de 2015 se va Ayacucho FC. retorna nuevamente a Unión Comercio en la siguiente, llegando a ser capitán del equipo,sin embargo tras acabar su contrato,en el 2018 llega al Juan Aurich. Actualmente el jugador estará jugando en el FC San Marcos para la temporada 2024

## Clubes
| Club                      | País           | Año         |
| ------------------------- | -------------- | ----------- |
| Dallas Inter              | Estados Unidos | 1998        |
| Sport Boys                | Perú           | 1999-2001   |
| Sport Coopsol Trujillo    | Perú           | 2002        |
| Sport Boys                | Perú           | 2002-2003   |
| Coronel Bolognesi FC      | Perú           | 2004        |
| Cienciano                 | Perú           | 2005        |
| Alianza Lima              | Perú           | 2006-2007   |
| José Gálvez               | Perú           | 2008        |
| Universidad César Vallejo | Perú           | 2009-2010   |
| Sport Boys                | Perú           | 2011-2012   |
| UTC                       | Perú           | 2013        |
| Unión Comercio            | Perú           | 2014-2015   |
| Ayacucho FC               | Perú           | 2015-2016   |
| Unión Comercio            | Perú           | 2016 - 2017 |
| Juan Aurich               | Perú           | 2018        |
| Atlético Grau             | Perú           | 2019 - 2020 |
| FC San Marcos             | Perú           | 2023        |

## Palmarés
| Título                    | Club          | País | Año  |
| ------------------------- | ------------- | ---- | ---- |
| Torneo Apertura           | Cienciano     | Perú | 2005 |
| Torneo Apertura           | Alianza Lima  | Perú | 2006 |
| Primera División del Perú | Alianza Lima  | Perú | 2006 |
| Copa Bicentenario         | Atlético Grau | Perú | 2019 |
| Supercopa Peruana         | Atlético Grau | Perú | 2020 |

### Distinciones individuales
| Distinción                                                           | Año  |
| -------------------------------------------------------------------- | ---- |
| Mejor once de la Liga 2 según la SAFAP                               | 2019 |
| Equipo ideal de la Liga 2 según el portal periodístico Dechalaca.com | 2019 |